# シャム猫 -ファーストミッション-
『シャム猫 -ファーストミッション-』（シャムねこ ファーストミッション）は、モンキー・パンチの漫画『シャム猫』を原作としたアニメーション映画。キャッチコピーは「戦うファイナル・ビューティーここに参上!」。2001年10月6日公開。

## ストーリー
西暦20XX年。東京・湾岸地区一帯が国際テロリスト集団によって占拠され、野崎首相が人質に取られる事件が発生した。首謀者の海堂俊介は日本政府に対し、野崎首相と住民の身代金として800億ドルを要求してきた。これに対し、内閣調査室の粟田口次官は自身の指揮下にある対テロリスト殲滅チーム「シャム猫」の出動を提案した。しかし、国防軍のメンツを優先する国防大臣が横入りしたため、「シャム猫」は石動少佐率いる国防軍対テロリスト殲滅部隊「マイティードッグ」と共同作戦を張ることになった。協議の結果、「シャム猫」のジュンとナオミは有明原子力発電所の制圧を担当することになり、国防軍研究所の制圧を担当する石動とは別行動をとることになる。
その頃、海堂は国防軍研究所の金子博士を確保していた。実は、海堂の狙いは国防軍が極秘に開発していた次世代兵器「アルテミス」の奪取であった。海堂の部下ミユキの拷問を受ける金子博士だったが、ジュンとナオミによって助け出される。金子博士は二人に、「アルテミス」の起動キーは孫の金子和彦であることを告げ、「孫を守って欲しい」と頼み込む。しかし、その情報を聞き出した海堂も和彦の確保に向かい、「シャム猫」は和彦の保護に失敗してしまう。和彦を手に入れた海堂は「アルテミス」を起動させ東京の破壊を目論み、ジュンとナオミは「アルテミス」の破壊を試みる。

## 登場人物
ジュン
「シャム猫」のメンバー。普段はラジオ番組のDJをしている。
銃器の扱いや格闘戦を得意とし、考えるよりも先に手が出てしまう行動派の性格をしている。
ナオミ
「シャム猫」のメンバー。普段はラジオ番組のDJをしている。
機械の操作を得意とし、情報分析を担当している。理性を優先する性格をしているが、情にもろい一面を持つ。
石動 智明（いするぎ ともあき）
国防軍少佐。「マイティードッグ」の隊長。
海堂一味の殲滅作戦の指揮を執る。ジュンとナオミの実力を認めており、二人を過小評価する部下を叱責する。
海堂 俊介（かいどう しゅんすけ）
国際テロリスト集団のリーダーで、「アジアの虎」の異名を持つ男。
旧自衛隊の一等陸佐だったが、過激な思想を問題視され不名誉除隊になる。除隊後はアフリカ民族闘争を皮切りにアラブ石油権益戦争、レオジオ国大統領暗殺などの戦争・テロに関与する。
ミユキ
海堂の部下。海堂に心酔し、彼の命令を忠実に実行する。好戦的で冷酷な性格をしている。
粟田口（あわたぐち）
内閣調査室次官。「シャム猫」の統括責任者。
キャリア官僚であり、「日本の将来」を行動原理としている。ジュンには「人使いが荒い」と言われている。
イッペー
「シャム猫」の補佐役。普段はラジオ番組のスタジオチーフをしている。
情報収集や移動手段の確保、兵器の開発など「シャム猫」を全般的にサポートしている。
カオル、ジロー
警視庁特捜部の刑事。通称「毒虫コンビ」。
東京で頻発するテロ事件の捜査・鎮圧に当たるが、常に「シャム猫」に先を越されてしまう。

## キャスト
- ジュン - 林原めぐみ
- ナオミ - 小山茉美
- 石動智明 - 池田秀一
- 海堂俊介 - 郷里大輔
- イッペー - 森川智之
- 粟田口 - 飛田展男
- カオル（毒虫コンビ） - 島田敏
- ジロー（毒虫コンビ） - 堀内賢雄
- ミユキ - 貴杉奈央
- 金子博士 - 城山堅
- 野崎首相 - 掛川裕彦
- 政治家A - 菅原淳一
- 政治家B - 宮田浩徳
- 政治家C - 中博史
- 政治家D - 沢木郁也
- 国防官僚 - 相沢正輝
- 金子和彦 - 浅野まゆみ
- ハシモト - 渋谷茂
- テロリスト - 福山潤
- 若い女 - 小林沙苗

## スタッフ
- 製作 - 松下順一、豊島洋
- 企画 - 加藤東司
- プロデューサー - 吉田拓哉
- アソシエイト・プロデューサー - 高山雅治
- アニメーション制作プロデューサー - 内田聡
- 原作・総監修 - モンキー・パンチ（『シャム猫』双葉社・パワアコミックス刊）
- 監督、絵コンテ - 細田雅弘
- 脚本 - 大野木寛
- メインキャラクターデザイン - 荒木伸吾、姫野美智
- サブキャラクターデザイン、作画監督 - をがわいちろを
- 美術監督 - 中山益男
- 撮影監督 - 安津畑隆
- メカ作画監督 - 竹内昭
- 音響監督 - 松浦典良
- 音楽 - 芳野藤丸
- 効果 - 伊藤克己
- 録音 - 丸山光義
- 作画監督補 - 江上夏樹
- 編集 - ウインズ、布施由美子、田尻由紀子
- 設定制作 - オオスギヨシヒロ
- 美術設定 - 伊藤芳雄
- 演出助手 - 高瀬節夫、山田弘和、遠藤徹哉
- 特殊効果 - 上原将一
- 美術設定補佐 - 北村よし子
- 録音助手 - 岡崎佳世、今井修治
- アニメーション制作 - 武遊
- 制作協力 - ビューズ
- 制作 - 松下エージェンシー映像製作部
- 製作 - アートポート、マクセル・イーキューブ

## 主題歌・挿入歌
主題歌「KEΦI（ケフィ）」
作詞 - 貴杉奈央、西脇俊 / 作曲 - 河野雅昭 / 編曲 - MAYKS / 歌 - 貴杉奈央
挿入歌「Do willingly」
作詞 - 貴杉奈央、西脇俊 / 作曲、編曲 - 長沢ヒロ / 歌 - 貴杉奈央